# Pallappatti
Pallappatti är en ort i Indien.   Den ligger i distriktet Karur och delstaten Tamil Nadu, i den södra delen av landet, 2 000 km söder om huvudstaden New Delhi. Pallappatti ligger 188 meter över havet och antalet invånare är 20 281.
Terrängen runt Pallappatti är platt åt nordväst, men åt sydost är den kuperad. Runt Pallappatti är det ganska tätbefolkat, med 214 invånare per kvadratkilometer. Det finns inga andra samhällen i närheten. Omgivningarna runt Pallappatti är en mosaik av jordbruksmark och naturlig växtlighet.